# Jordan Silva
Jordan Jesús Silva Díaz (Matehuala, San Luis Potosí, 30 de julio de 1994) es un futbolista mexicano, juega como defensa central y actualmente se encuentra sin equipo.

## Trayectoria

### Deportivo Toluca Fútbol Club

#### Fútbol base
Jordan comenzó a destacar a temprana edad. A los 14 años se dio a conocer en la 3.ª división del equipo local Tuneros, donde su ascenso fue vertiginoso pues apenas con 6 meses en el plantel potosino ya brillaba con luz propia.
Silva Díaz comenzó jugando como delantero para más adelante convertirse en defensa central, posición que actualmente sigue desempeñando. En el año 2008 el equipo de Matehuala recibió la invitación por parte del equipo Maya Park para tomar parte en un torneo en Houston, Texas, donde fue observado por visores del Deportivo Toluca.
El equipo se llevó el primer sitio y ahí fue donde el exdelantero de los Diablos Rojos, Ítalo Estupiñán, detectó el potencial de Jordan. Al lado del jugador, dos elementos más recibieron la oportunidad y después de las pruebas, Silva fue el único que se quedó en las fuerzas básicas de Toluca.
Comenzó en la 5ª división escarlata (sub-15) y poco a poco fue escalando peldaños para emigrar a la sub-17 y luego ser considerado en la sub-20, donde incluso, era el capitán del equipo.

#### Primer equipo
Debutó el 13 de abril de 2014 con el Deportivo Toluca en el Clausura 2014, entrando de cambio por Héctor Acosta en el minuto 84', ante el Club León.
En el torneo de Copa MX ante Atlante, logró su primer gol como profesional, y en la Liga MX del Apertura 2014, marcó su primer tanto en Primera División en la fecha 7 ante Veracruz.

### Club de Fútbol Cruz Azul
En junio de 2017, se oficializó su traspaso al Club de Fútbol Cruz Azul en compra definitiva por 2 millones de dólares, siendo el primer refuerzo de cara al Apertura 2017.
El 17 de mayo de 2019, no renueva su contrato con el Cruz Azul, y se quedó como agente libre.

### Club Tijuana
El 22 de mayo de 2019 se hace oficial el traspaso de Jordan Silva al Club Tijuana, convirtiéndose en el primer refuerzo de cara al Apertura 2019.

### Club América
El 12 de enero de 2021 el Club América hace oficial la incorporación de Jordan Silva como refuerzo de cara al torneo Guardianes 2021.

## Estadísticas
Actualizado el 2 de marzo de 2025.
| Equipo                                                                                              | Div.                | Temporada           | Liga     | Liga  | Copa Nacional(1) | Copa Nacional(1) | Copa Internacional | Copa Internacional | Total    | Total |
| Equipo                                                                                              | Div.                | Temporada           | Partidos | Goles | Partidos         | Goles            | Partidos           | Goles              | Partidos | Goles |
| D. Toluca · México                                                                                  | 1.ª                 | 2014                | 2        | 0     | -                | -                | -                  | -                  | 2        | 0     |
| D. Toluca · México                                                                                  | 1.ª                 | 2014-15             | 24       | 1     | 7                | 1                | -                  | -                  | 31       | 1     |
| D. Toluca · México                                                                                  | 1.ª                 | 2015-16             | 24       | 0     | 5                | 0                | -                  | -                  | 29       | 0     |
| D. Toluca · México                                                                                  | 1.ª                 | 2016-17             | 6        | 0     | 8                | 0                | -                  | -                  | 14       | 0     |
| D. Toluca · México                                                                                  | Total               | Total               | 56       | 1     | 20               | 1                | 0                  | 0                  | 76       | 2     |
| C. F. Cruz Azul · México                                                                            | 1.ª                 | 2017-18             | 9        | 0     | 6                | 1                | -                  | -                  | 15       | 1     |
| C. F. Cruz Azul · México                                                                            | 1.ª                 | 2018-19             | 1        | 0     | 1                | 0                | -                  | -                  | 2        | 0     |
| C. F. Cruz Azul · México                                                                            | 1.ª                 | 2023                | 4        | 0     | -                | -                | -                  | -                  | 4        | 0     |
| C. F. Cruz Azul · México                                                                            | Total               | Total               | 14       | 0     | 7                | 1                | 0                  | 0                  | 21       | 1     |
| C. Tijuana · México                                                                                 | 1.ª                 | 2019-20             | 11       | 0     | 9                | 2                | -                  | -                  | 20       | 2     |
| C. Tijuana · México                                                                                 | 1.ª                 | 2020                | 9        | 0     | 2                | 0                | -                  | -                  | 11       | 0     |
| C. Tijuana · México                                                                                 | Total               | Total               | 20       | 0     | 11               | 2                | 0                  | 0                  | 31       | 2     |
| América · México                                                                                    | 1.ª                 | 2021                | 4        | 0     | -                | -                | -                  | -                  | 4        | 0     |
| América · México                                                                                    | 1.ª                 | 2021-22             | 17       | 0     | -                | -                | -                  | -                  | 17       | 0     |
| América · México                                                                                    | Total               | Total               | 21       | 0     | 0                | 0                | 0                  | 0                  | 21       | 0     |
| Querétaro F. C. · México                                                                            | 1.ª                 | 2022                | 13       | 1     | -                | -                | -                  | -                  | 13       | 1     |
| Querétaro F. C. · México                                                                            | Total               | Total               | 13       | 1     | 0                | 0                | 0                  | 0                  | 13       | 1     |
| C. Atl. San Luis · México                                                                           | 1.ª                 | 2023-24             | 15       | 0     | -                | -                | -                  | -                  | 15       | 0     |
| C. Atl. San Luis · México                                                                           | Total               | Total               | 15       | 0     | 0                | 0                | 0                  | 0                  | 15       | 0     |
| O. F. I. Creta F. C. · Grecia                                                                       | 1.ª                 | 2024-25             | 22       | 0     | 6                | 1                | 0                  | 0                  | 28       | 1     |
| O. F. I. Creta F. C. · Grecia                                                                       | Total               | Total               | 22       | 0     | 6                | 1                | 0                  | 0                  | 28       | 1     |
| Total en su carrera                                                                                 | Total en su carrera | Total en su carrera | 161      | 2     | 44               | 5                | 0                  | 0                  | 205      | 7     |
| (1) Incluye datos de la Copa MX. (2) Incluye datos de . (3) No incluye goles en partidos amistosos. |                     |                     |          |       |                  |                  |                    |                    |          |       |

## Selección nacional

### Sub-22
Esperanzas de Toulon 2015
Participó en el Torneo Esperanzas de Toulon de 2015 como un verdadero novato. Por primera vez tuvo oportunidad de defender la casaca verde a nivel internacional, con su llamado a la Selección Nacional Sub-22. Agradezco mucho esta oportunidad, debo seguir trabajando para que no sea una sola vez.
Juegos Panamericanos 2015
El 16 de junio de 2015 Silva fue convocado por Raúl Gutiérrez para representar a la Sub-22 en el Panamericano de 2015.
El 13 de julio de 2015 Silva debuta en los Juegos Panamericanos de 2015 jugando los 90' minutos en el empate 1-1 ante Paraguay.
El 17 de julio de 2015 Silva anota su primer gol en el Panamericano de 2015 al minuto 93' en la victoria 1-0 ante Uruguay.
Es premiado y seleccionado en el equipo de Estrellas de los Juegos Panamericanos como Mejor Defensa
Preolímpico de la Concacaf 2015
El 25 de agosto de 2015 Silva fue convocado por Raúl Gutiérrez para representar a la sub-22 en el Preolímpico de 2015.
El 2 de octubre de 2015 Silva debutó en el Preolímpico de 2015 jugando los 90' minutos en la victoria 4-0 ante Costa Rica.
14 de octubre de 2015 logra el campeonato preolímpico siendo titular indiscutible y jugando todos los minutos de la competencia.

### Sub-23
Esperanzas de Toulon 2016
Con mayor experiencia y mejor nivel futbolístico, Silva Díaz recibe la confianza de Raúl Gutierréz para portar la capitanía de la selección sub-23 que jugaría en Toulon, donde a pesar de los malos números fue el mejor jugador del combinado juvenil azteca.
El primer partido es una derrota ante el anfitrión Francia.
En el segundo cotejo Jordan consigue una anotación donde no es suficiente para evitar la caída en contra de República Checa.
El siguiente partido fue en contra de Mali aun siendo titular y capitán, dicho encuentro arrojó un empate.

### Selección mayor
El 29 de septiembre de 2016; Jordan Silva fue convocado por el técnico de la selección mexicana Juan Carlos Osorio para los partidos amistosos ante Nueva Zelanda y Panamá.

## Palmarés

### Campeonatos nacionales
| Título  | Club      | País   | Año  |
| ------- | --------- | ------ | ---- |
| Copa MX | Cruz Azul | México | 2018 |

### Distinciones individuales
| Distinción                                                | Año  |
| --------------------------------------------------------- | ---- |
| Equipo de Estrellas Panamericanos 2015                    | 2015 |
| Incluido en el Once Ideal de la Jornada 15 de la Liga MX. | 2016 |